# Delitz am Berge
Delitz am Berge a fost o comună din landul Saxonia-Anhalt, Germania. Din ianuarie 2008 face parte din Bad Lauchstädt.
1. 1 2  GeoNames